# Szydłówek (Kielce)

Dzielnice i osiedla Kielc, Szydłówek ma na mapie nr 15

Szydłówek – część Kielc, nazwa pochodzi od położonych niedaleko terenów zielonych, zwanych dawniej Wzgórzami Szydłówkowskimi, znana z zaprzysiężenia I Pułku Legionów Polskich pod dowództwem Józefa Piłsudskiego 5 września 1914.

## Historia
"Nie wiadomo, czy Kielce istniały już w X stuleciu. Jak dotąd stwierdzono jedynie fakt istnienia osady na Szydłówku co najmniej od VIII w." - te słowa profesora Jana Pazdura pochodzące z 1967 roku zostały wypowiedziane na podstawie ówczesnych badań archeologicznych z lat 1957-1963, które na Szydłówku przeprowadzili J. Kuczyński i Z. Pyzik. Obiektem badań było "żwirowisko" czy też raczej miejsce wydobycia piasku w północno-wschodnim rejonie Zalewu naprzeciwko cmentarza. Znaleziono tam palenisko, fragmenty ceramiki oraz wiórki i odłupki krzemienne. Krzemień datowano na neolit. Prawdopodobnie pochodziły one ze zniszczonej osady, na miejscu której powstała później osada wczesnośredniowieczna. W oparciu o znaleziska ceramiczne stwierdzono, że istniała tu "w okresie między 800 a mniej więcej 950 rokiem n.e. mała i uboga osada wiejska typu otwartego."
Inaczej datuje ceramikę Czesław Hadamik. Na podstawie obecnej wiedzy opowiada się raczej za XI-XIII-wiecznym rodowodem osady. Mimo tego nadal jest to stanowisko wcześniejsze niż te, które odsłonięto w Kielcach i tylko odrobinę późniejsze niż najstarsze w tym regionie ślady osadnictwa wczesnośredniowiecznego znalezione na Górze Grodowej w Tumlinie.
Szydłówek istniał już, zanim powstał kościół Św. Wojciecha, a było to w roku 1084 lub 1086. Jan Pazdur w "Dziejach Kielc" tak pisze o powstaniu kościoła: Dokument fundacyjny wprawdzie zaginął i nie dostał się już nawet do rąk Długosza, znany mu był jednak pośrednio poprzez dokumenty erekcyjne kolegiaty kieleckiej, która w 1171 r. odziedziczyła spadek po starszym kieleckim kościele. Spadek ten obejmował własność gruntową 5 miejscowości – Kielc, Zagórza, Szydłówka, Mójczy oraz wsi Bardo koło Łagowa. "Trzecia prebenda kanonicka kolegiaty kieleckiej nazywała się Szydłowieczską i otrzymała uposażenie na majątku byłego kościoła parafialnego św. Wojciecha w Kielcach".
W sąsiedztwie Kielc, w obrębie Szydłówka i Dąbrowy występowały rudy żelaza w postaci syderytu, hematytu, limonitu i sforosyderytu. W rejonie wzgórz szydłowskich od strony kotliny Masłowa na terenie dzisiejszej Dąbrowy istniały bogate złoża rud żelaza, a ślady osadnictwa sięgały prawdopodobnie wczesnego średniowiecza, jednak z braku kompleksowych badań archeologicznych trudno to udowodnić.
Po sekularyzacji dóbr biskupich w 1789 r. Folwark Szydłówek stał się własnością Skarbu Państwa i był oddawany w dzierżawę. Świadczy o tym ogłoszenie z Gazety Kieleckiej zamieszczone w 1870 r. "Izba Skarbowa kielecka ogłasza, że w dniu (22) grudnia b. r. odbędzie się licytacja: (in plus) na 12-letnie wydzierżawienie folwarków poduchownych Szydłówek w kieleckim i Jeżowice w Włoszczowskim powiecie, z należącą do pierwszego propinacją. Licytacja zacznie się: na Szydłówek od sumy 591 rubli." Prawo propinacji oznaczało, że mieszkańcy mogli zaopatrywać się w alkohole tylko u dzierżawcy. Dawało to często zyski większe niż z uprawy roli.
"22 stycznia 1918 r. właścicielka Szydłówka pod Kielcami p. Katarzyna Gorbaczewiczowa sprzedała ten majątek spółce pt. Jan Rudnicki i sp. zawiązanej w celu nabywania gruntów dla urządzenia letnisk i kolonji podmiejskich. (...) Majątek Szydłówek jest (...) tzw. poduchownym majątkiem skonfiskowanym przez b. rząd rosyjski z dóbr duchownych."
W 1927 wcielony został do obszaru miasta Folwark Szydłówek o powierzchni 190 morgów 261 prętów. Grunty tego majątku położone między "Końskim Stawem", rzeką Dąbrówką i późniejszymi ulicami Jesionową oraz Marszałkowską, należały do spółki "Jan Rudnicki, Marian Grzegorzewski i inn.", która wystąpiła z inicjatywą założenia na tym obszarze dzielnicy mieszkaniowej o luźnej, ogrodowej zabudowie. Koński Staw był rozlewiskiem Dąbrówki koło dzisiejszego mostu na Piotrkowskiej.
Wynika z tego, że ówczesny Szydłówek zajmował grunty na północ od Starowarszawskiego Przedmieścia (obecna Al. IX Wieków Kielc) rozciągając się na obecny Nowy Świat, Pocieszkę i Sady. Na mapie Kielc z 1932 r. dołączonej do "Dziejów Kielc 1864-1939" Jana Pazdura, Folwark Szydłówek rozciąga się jeszcze dalej na obecne osiedla Szydłówek i Uroczysko. Północną granicą folwarku Szydłówek była rzeka Dąbrówka.
Spółka wykupiła ziemię i rozparcelowała na działki budowlane, sprzedając chętnym pod zabudowę jednorodzinną na bardzo dogodnych warunkach, aczkolwiek z zapisem w akcie notarialnym "oby ziemia tutejsza nigdy nie przeszła w obce niepolskie ręce". Wzdłuż działek posadzono rozmaite drzewa, od których nazwy wzięły ulice Szydłówka. Na Pocieszce były to: Akacjowa i Jarzębinowa, a na północ od ul. Wojewódzkiej: Jarzębinowa, Wierzbowa i Dębowa. Na uwagę zasługuje zwłaszcza ta ostatnia z piękną aleją dębów, które można podziwiać do tej pory. Przez cały Szydłówek biegnie ulica Klonowa, która stanowi przedłużenie ulicy Nowy Świat.
Okazały, drewniany dom Mariana Grzegorzewskiego stał jeszcze do niedawna przy obecnej ulicy Turystycznej, tuż przy drugiej szydłówkowskiej alei dębów. Grzegorzewski mieszkał więc dalej na północ, niż sięgały grunty jego spółki. Ulica Turystyczna stanowi przedłużenie ulicy Szydłówek Górny i nosiła przez pewien czas wśród okolicznych mieszkańców nieformalną nazwę "droga do Grzegorzewskiego".
Kolejny właściciel domu, pan Kielecki, sprzedał go w 1958 roku parafii Św. Józefa Robotnika. Przez długi czas była tam plebania. W początkach XXI wieku dom wyburzono.
W latach pięćdziesiątych XX wieku wybudowano, między ul. Jesionową i Turystyczną, bloki wielorodzinne z cegły, nazywając tę dzielnicę Szydłówkiem. Zamieszkali tu robotnicy okolicznych fabryk – głównie KZWM (dawna Huta Ludwików) oraz Chemaru. Przez pewien czas utrzymywały się zwyczajowe nazwy różnych grup bloków, w zależności od tego, w jakiej fabryce pracowali mieszkańcy: bloki ludwikowskie, chemarowskie, wojskowe, itp. Dzielnica miała "pasaż handlowy", w którym po jednej stronie były sklepy, a po drugiej okazała restauracja "Robotnik", w której serwowano głównie trunki. Dopiero w dalszej kolejności powstało przedszkole (1956), przychodnia zdrowia i plac zabaw. Na koniec wybudowano szkołę (1962). Mieszkańcy od początku nie chcieli "Robotnika". Żądali aby "zlikwidować miejsce spotkań różnego autoramentu alkoholików". Prezydium Miejskiej Rady Narodowej nawet obiecało zamienić knajpę w szkołę, albo w kino. Knajpa jednak w dobrej kondycji dotrwała do XXI wieku, gdzie w końcu poległa w starciu z realiami wolnego rynku.
Bloki Szydłówka powstawały w dwóch etapach. Najpierw Szydłówek Zachód (1956), a potem (w latach 1960-62) Szydłówek Wschód z blokami po obu stronach ul. Toporowskiego (ob. Marszałkowskiej), ze szkołą podstawową i blokami przy Rewolucji Październikowej (ob. Warszawskiej), ale bez wieżowców, które powstały później. Makietę nowej dzielnicy opublikowało Słowo Ludu. W latach pięćdziesiątych Szydłówek był wyspą wśród pól uprawnych i nawet prasa się dziwiła, "kto wysunął pomysł budowania odległego od centrum miasta osiedla".
W latach 1948-57 na Szydłówku (i na sąsiadujących przez rzekę Dąbrówkę ziemiach Folwarku Piaski) powstał Zalew Kielecki. Dolina Dąbrówki obfitowała w wodę. Według informacji W. Rutkiewicza utrzymywały się w stawach na Pocieszce jeszcze u schyłku XIX w. szczupaki, które "kaczki pożerały". Gdy w roku 1827 rozważano w Kielcach budowę wodociągu, ściągnięty z Warszawy hydraulik Pawłowski znalazł dwa źródła pod Szydłówkiem, które mogły zaopatrywać miasto. Do zagospodarowania źródeł nie doszło. Doszło jednak do przegrodzenia Dąbrówki tamą wzdłuż ulicy Jesionowej i tak powstał zbiornik wodny. Pierwsze spiętrzenie nastąpiło w 1954 r. Planowano wtedy rozegranie uroczystych regat żeglarskich, ale burza rozmyła tamę, woda wyciekła i Zalew został ostatecznie oddany do użytku dopiero po naprawie w roku 1957.
W sierpniu 1956 r. główna ulica Szydłówka - Marszałkowska - została przemianowana na ulicę Stanisława Toporowskiego. Dawną nazwę odzyskała w 2016 roku.
W pierwszej połowie lat siedemdziesiątych XX wieku między ulicą Jesionową a ulicą Wojewódzką stanęło osiedle bloków z wielkiej płyty, któremu nadano nazwę Sady (obecnie pod zarządem KSM-u).
Druga połowa lat siedemdziesiątych XX wieku to również budowa osiedla z wielkiej płyty między Turystyczną a Orkana. Osiedle nazwano Uroczyskiem.